# Siarhei Papok
Siarhei Papok, né le 6 janvier 1988 à Minsk, est un coureur cycliste biélorusse.

## Biographie
Formé en Italie, Siarhei Papok passe professionnel en 2014 dans l'équipe continentale lettone Rietumu Delfin. L'année suivante, il rejoint la formation biélorusse Minsk CC avec laquelle il remporte un total de 17 courses UCI.
Sa principale victoire a été obtenue lors de UAE Cup en 2016. En 2018, il se montre à son avantage sur le Tour du lac Qinghai en terminant une fois 3e et deux fois second. C'est sur cette même course qu'il remporte sa dernière victoire le 22 juillet 2019 devant l'espagnol Daniel López.
Il met fin à sa carrière en mars 2022 après la décision de l'Union cycliste internationale de suspendre les équipes biélorusses en raison de la participation du pays dans le conflit en Ukraine.

## Palmarès sur route

### Par années
- 2005
  - 3e étape du Trophée Centre Morbihan
  - 2e du Trophée de la ville d'Ivrée
  -  Médaillé de bronze au championnat du monde du contre-la-montre juniors
- 2006
  - 2eb étape du Giro della Lunigiana
  - 3e de la Coupe du Président de la Ville de Grudziądz
- 2007
  - Gran Premio Madonna delle Grazie
  - 2e de la Coppa Città di Asti
- 2008
  -  Champion de Biélorussie sur route espoirs
  -  Champion de Biélorussie du contre-la-montre espoirs
  - 2e du Tour de Sochi
- 2009
  - Coppa Ciuffenna
- 2010
  - Giro del Belvedere
  - 3e de la Coppa San Sabino
  - 3e du Gran Premio Folignano
  - 8e du championnat d'Europe sur route espoirs
- 2011
  - La Popolarissima
  - Circuito Silvanese
  - 5e étape du Giro delle Valli Cuneesi
  - 4e étape du Tour de la Vallée d'Aoste
- 2012
  - Grand Prix de la ville d'Empoli
  - Coppa Colli Briantei Internazionale
  - Gran Premio Comune di Cerreto Guidi
  - Coppa Ciuffenna
  - 2e de La Bolghera
  - 2e du championnat de Biélorussie sur route
  - 3e de Pistoia-Fiorano
- 2013
  - Miskolc GP
  - 2e et 3e étapes du Dookoła Mazowsza
  - 2e du championnat de Biélorussie sur route
  - 2e du Tour de Ribas
  - 3e du Budapest GP
- 2014
  - 2e du championnat de Biélorussie du contre-la-montre
- 2015
  - Grand Prix de Moscou
  - 1re étape des Cinq anneaux de Moscou
  - Grand Prix de Minsk
  - 6e étape du Tour de Chine I
  - 2e de l'Horizon Park Race Maïdan
  - 3e de la Moscou Cup
- 2016
  - 2eb et 3e étapes du Tour d'Ukraine
  - Grand Prix de Vinnytsia
  - Grand Prix de Minsk
  - 2e et 4e étapes du Sharjah International Cycling Tour
  - UAE Cup
- 2017
  - 2e étape du Tour de Mersin
  - 3e du Tour de Chine I
- 2018
  - 2e du championnat de Biélorussie sur route
  - 3e du Tour d'Estonie
- 2019
  - 9e étape du Tour du lac Qinghai
  - 2e du Grand Prix Justiniano Hotels

### Classements mondiaux
| Année                                 | 2007 | 2008 | 2009  | 2010 | 2011 | 2012 | 2013 | 2014 | 2015 | 2016 | 2017 | 2018 | 2019 | 2020 |
| ------------------------------------- | ---- | ---- | ----- | ---- | ---- | ---- | ---- | ---- | ---- | ---- | ---- | ---- | ---- | ---- |
| Classement mondial                    |      |      |       |      |      |      |      |      |      | 394e | 243e | 309e | 675e | 590e |
| UCI Europe Tour                       | 522e | 352e | 1170e | 130e | 583e | 399e | 95e  | 356e | 81e  | 205e | 658e | 182e | 499e | 480e |
| UCI Asia Tour                         | nc   | nc   | nc    | nc   | nc   | nc   | nc   | nc   | 46e  | 585e | 14e  | 280e |      |      |
| UCI Oceania Tour                      | nc   | nc   | nc    | 60e  | nc   | nc   | nc   | nc   | nc   | nc   | nc   | nc   |      |      |
| UCI Africa Tour                       | nc   | nc   | nc    | nc   | nc   | nc   | nc   | nc   | nc   | nc   | 222e | nc   |      |      |
|                                       |      |      |       |      |      |      |      |      |      |      |      |      |      |      |
| Légende : nc = non classéSource : UCI |      |      |       |      |      |      |      |      |      |      |      |      |      |      |

## Palmarès sur piste

### Championnats du monde
- Cali 2014
  - 12e de la poursuite par équipes

### Championnats nationaux
- 2013
  -  Champion de Biélorussie de poursuite
- 2014
  -  Champion de Biélorussie de poursuite